# Trowse
Trowse is een plaats en civil parish in het bestuurlijke gebied South Norfolk, in het Engelse graafschap Norfolk met 479 inwoners.